# Nomos Imatia

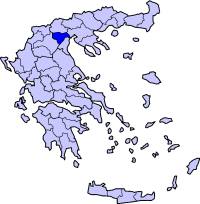
Prefektura Imatia na mapie Grecji

Imatia (gr. Ημαθία) – dawna prefektura w Grecji w regionie administracyjnym Macedonia Środkowa, ze stolicą w Werii. Graniczyła od wschodu z prefekturą Saloniki, od południa z prefekturą Pieria, od północy z prefekturą Pela, od zachodu z prefekturą Kozani (region Macedonia Zachodnia). Jej powierzchnia wynosiła 1701 km². W 2005 roku mieszkało tu 144 835 osób.
Prefektury zniesiono w wyniku reformy administracyjnej, która weszła w życie z dniem 1 stycznia 2011.